# بحيرة تابو

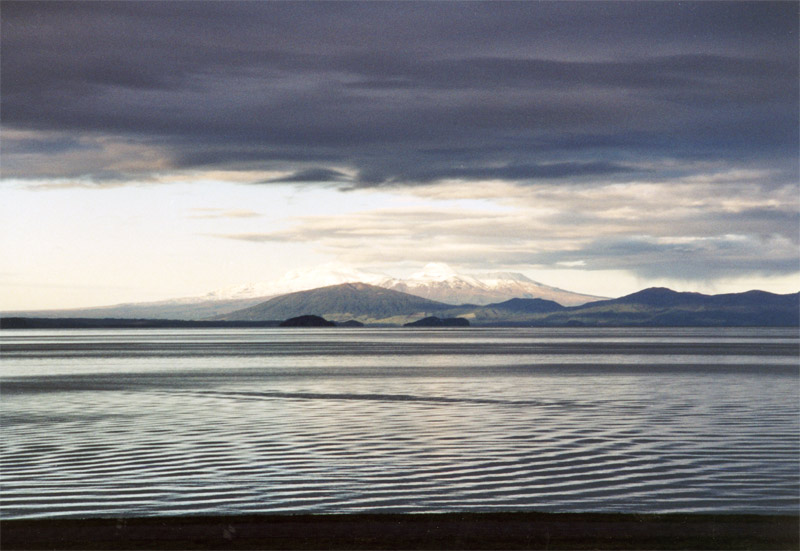
بحيرة تابو

بحيرة تابو أو بحيرة توبو (بالإنجليزية: Lake Taupo) هي أكبر بحيرة من حيث المساحة في نيوزيلندا. تقع البحيرة في كالديرا تشكلت بفعل بركان تابو في الجزيرة الشمالية لينوزيلندا ويصل عمقها إلى 186 م ومساحتها السطحية 616 كم. يغذيها نهر وايتاهانوي ونهر تونغاريرو وتفرغ في نهر وايكاتو، وهي غنية بالأسماك.

## وصلات خارجية
- Great Lake Taupo Official Visitor Information Website
- Turangi and Lake Taupo Website نسخة محفوظة 4 فبراير 2018 على موقع واي باك مشين.
- Lake Taupo Webcam
- Lake Taupo at the Waikato Regional Council
- Lake Taupo area at the Department of Conservation